# Svatý Alberich
Svatý Alberich (též Alberik) byl po Robertovi z Molesme druhým opatem v Citeaux. Katolická církev jej uctívá jako světce.

## Život
O svatém Alberichovi je pouze málo věrohodných informací. Poté, co bylo sv. Robertovi nařízeno, aby se vrátil do Molesme, stal se opatem v Citeaux. Tuto funkci vykonával v letech 1099–1109. Je autorem řádových stanov, předepisujících manuální práci mnichů a přísné dodržování Řehole sv. Benedikta. Připisuje se mu rovněž zavedení typického cisterciáckého hábitu (bílá tunika, černý škapulíř s kapucí a kožený pás). Zemřel v roce 1109, a po něm byl zvolen opatem sv. Štěpán Harding.